# Gard Cederborg
Gard Cederborg, född Hildegard Maria Cederborg 15 augusti 1902 i Stockholm, död där 11 juni 1985, var en svensk skådespelare.

## Filmografi
- 1938 – Karriär
- 1939 – Frun tillhanda
- 1942 – Sexlingar
- 1942 – Det är min musik
- 1943 – Katrina
- 1945 – Mans kvinna
- 1945 – Maria på Kvarngården

## Teater

### Roller
| År   | Roll | Produktion                                              | Regi       | Teater                  |
| ---- | ---- | ------------------------------------------------------- | ---------- | ----------------------- |
| 1942 |      | Mazurka Joseph Beer, Fritz Löhner-Beda, Alfred Grünwald | Karl Kinch | Skansens friluftsteater |

### Fotnoter
1. ↑  ”Gard Cederborg”. Svensk Filmdatabas. http://www.sfi.se/sv/svensk-filmdatabas/Item/?type=PERSON&itemid=60647&ref=%2ftemplates%2fSwedishFilmSearchResult.aspx%3fid%3d1225%26epslanguage%3dsv%26searchword%3dgard+cederborg%26type%3dPerson%26match%3dBegin%26page%3d1%26prom%3dFalse. Läst 20 februari 2013.